# St-Louis-du-Louvre

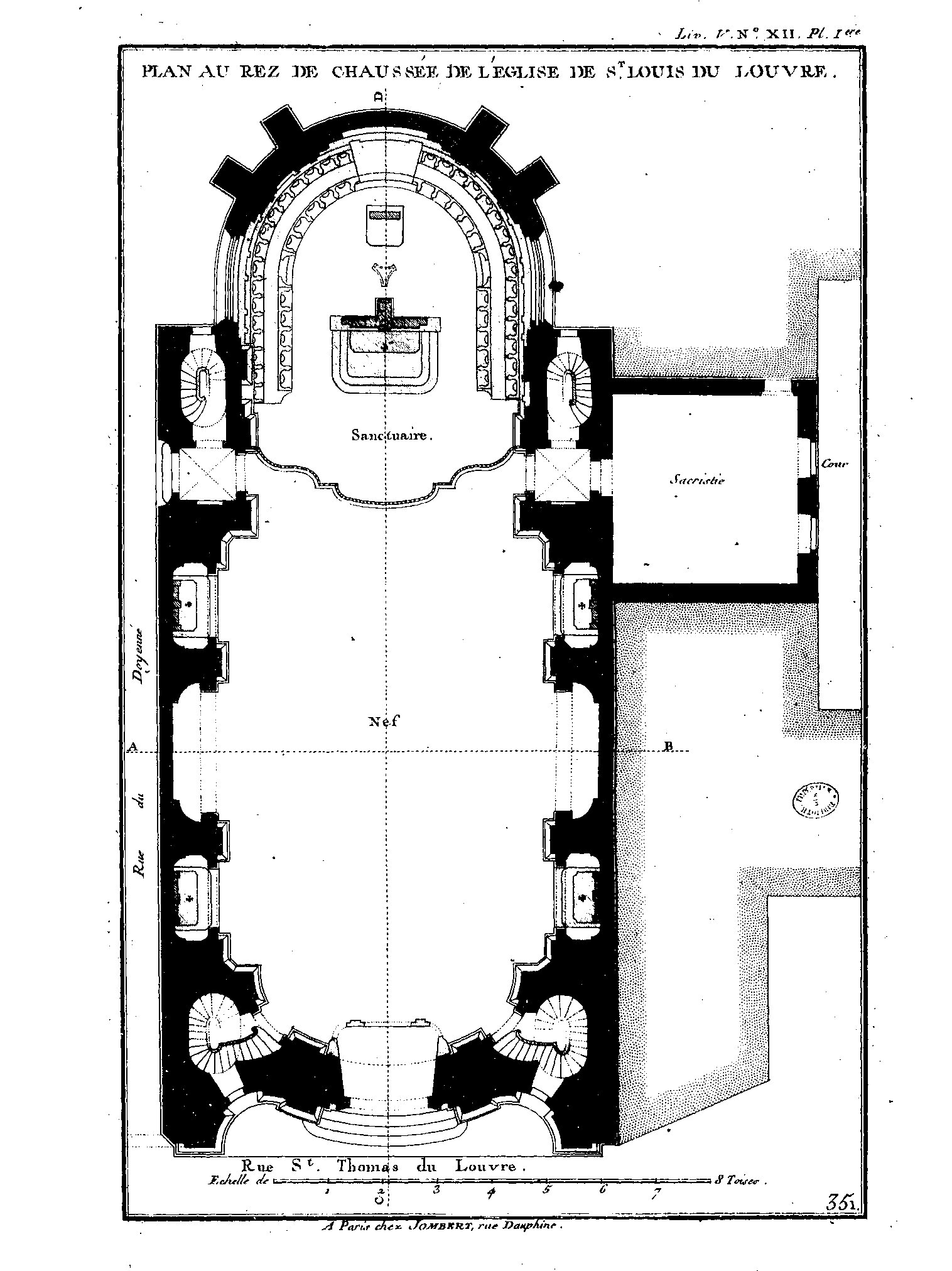
Grundriss

Saint-Louis-du-Louvre war eine Kirche in Paris, gelegen im heutigen 1. Arrondissement. Ihr ursprünglicher Name war Saint-Thomas-du-Louvre.

## Geschichte

### Saint-Thomas-du-Louvre
Im Jahr 1187 erbaute Graf Robert I. von Dreux am nördlichen Seineufer, direkt neben einer königlichen Burg, eine Kirche, die er dem heiligen Thomas Becket weihen ließ. Der 1173 heiliggesprochene Erzbischof von Canterbury wurde 1170 von Gefolgsleuten Heinrichs II. Plantagenet ermordet, der der ärgste Feind von Roberts älterem Bruder, König Ludwig VII. von Frankreich, war. Der Bauort war dicht bewaldet und wurde umgangssprachlich „Wolfsbau“ (lupara) genannt, wodurch auch die neue Kirche „Saint-Thomas-du-Louvre“ genannt wurde. Neben ihr ließ der Graf auch ein dem heiligen Nikolaus von Myra geweihtes Hospital (hôpital des pauvres écoliers de saint Nicolas) errichten. Im Folgejahr erfolgte die Gründung eines der Kirche unterstellten medizinischen Kollegiums (Collège de Saint-Thomas du Louvre). In den folgenden Jahrhunderten wurde die Kirche in den ständig wachsenden Palastkomplex des Louvre integriert und lag schließlich am östlichen Ende des Richelieu-Flügels.

### Saint-Louis-du-Louvre

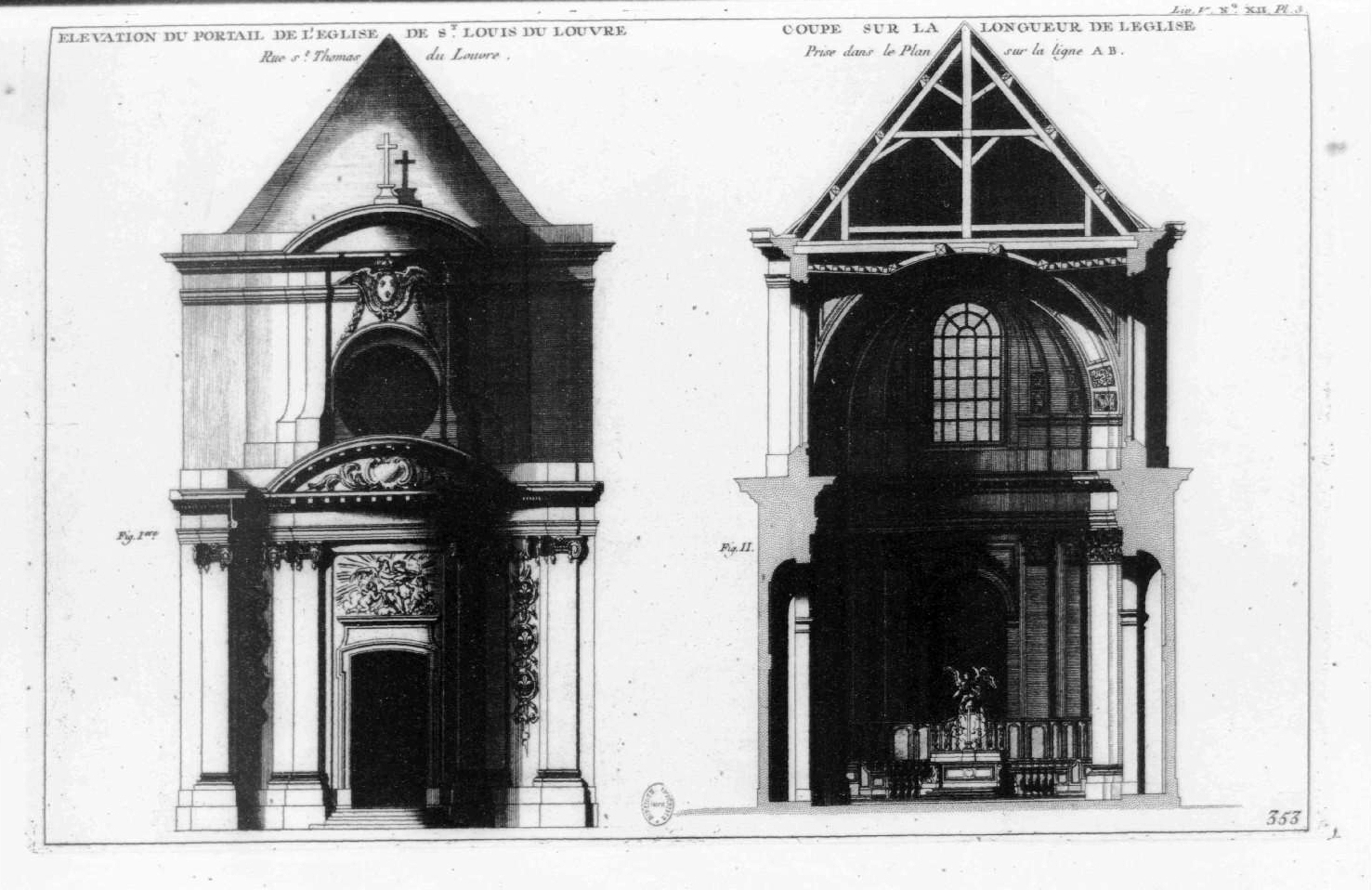
Eingangsportal und Querschnitt

1739 stürzte die Kirche ein und König Ludwigs XV. gab Jean-Baptiste Pigalle den Auftrag, die Fassade nach den Plänen des Architekten und Goldschmieds Thomas Germain neu zu gestalten. Die neue Kirche wurde 1744 fertiggestellt. Ihr Schutzpatron und Namensgeber war der hl. Ludwig IX. Der Altar im Chor wurde vom Bildhauer René Frémin gestaltet. An den beiden Seiten Kirchenschiffs lagen vier Kapellen, eine war dem hl. Ludwig gewidmet, die zweite dem hl. Nikolaus, die dritte dem hl. Maurus und in der vierten befand sich das Taufbecken.
1743 wurde hier der Kardinal de Fleury bestattet. Nach der französischen Revolution 1791 wurde die Kirche von der neuen Pariser Stadtverwaltung an die „Gesellschaft von Personen, der protestantischen Religion“ vermietet. Am 22. Mai 1791 fand hier unter der Leitung des hugenottischen Pastors Paul-Henri Marron der erste protestantische Gottesdienst in der Geschichte von Paris statt. Per Konsulerlass wurde die Kirche am 2. Dezember 1802 auch offiziell der protestantischen Gemeinde als Tempel übergeben.
1806 ließ Napoleon die Kirche abreißen, weil sie einer geplanten Verbindung zwischen dem Louvre und dem Jardin des Tuileries im Wege stand. Das Gebäude wurde 1812 endgültig zerstört.